# Walter Mazzarri
Walter Mazzarri (ur. 1 października 1961 w San Vincenzo) – włoski trener piłkarski i piłkarz występujący na pozycji środkowego obrońcy.

## Kariera piłkarska
Jest wychowankiem Fiorentiny. W drużynie seniorów nie rozegrał jednak żadnego spotkania. W latach 1981–1983 był trzykrotnie wypożyczany: do Pescary Calcio, Cagliari Calcio i AC Reggiany. Najwięcej grał w tej pierwszej: 26 spotkań i 4 gole. W 1983 trafił do Empoli FC, w barwach którego wystąpił zarówno w Serie A, jak i w Serie B. W sumie na boiskach pojawiał się 91-krotnie. Strzelił 4 bramki. Z drużyny odszedł w 1988 roku. Następnie grywał w takich zespołach jak: Licata Calcio, Modena FC, Nola Calcio, FC Esperia Viareggio i Acireale Calcio. Karierę zakończył w Sassari Torres.

## Kariera trenerska

### Początki
Karierę trenerską rozpoczął w 1996, jako drugi trener Bologni. W podobnej roli wystąpił dwa lata później w SSC Napoli. Po roku powrócił jednak do Bologny, gdzie został trenerem zespołu z Primavery. Następnie w latach 2001–2003 szkolił piłkarzy Acireale Calcio z Serie C2 oraz AC Pistoiese z C1.

### Sukcesy z Livorno i Regginą
W 2003 został trenerem AS Livorno, które wtedy występowało w Serie B. W tym klubie przebywał przez cały sezon 2003/2004. Drużyna zajęła na koniec 3. miejsce, które dawało awans do Serie A. Mazzarri zaliczył więc pierwszy poważny sukces jako trener.
W kolejnym sezonie trafił do Regginy Calcio, grającej w Serie A. W debiucie jego zespół zajął 10. pozycję w ostatecznym rozrachunku. Rok później Reggina była 13. Zaś w sezonie 2006/2007 dokonał z drużyną dużego sukcesu. Rozpoczynała ona bowiem rozgrywki z minus 15 punktami i mimo to zdołała zająć 14. pozycję, chroniąc się tym samym przed spadkiem. 27 maja 2007 pożegnał się z drużyną Regginy.

### Sampdoria
1 czerwca 2007 podpisał dwuletni kontrakt z Sampdorią. Sampdoria znacznie poprawiła swoje wyniki, a nowo pozyskany zawodnik Antonio Cassano, który miał niemały wkład w sukcesy zespołu publicznie chwalił zdolności trenerskie Mazzarriego. Drużyna zajęła na koniec sezonu 6. miejsce, które gwarantowało jej udział w Pucharze UEFA.
Rok później, w sezonie 2008/2009 Serie A było już nieco gorzej, bowiem Sampdoria zajęła 13. pozycję. Mimo to zanotował kolejny sukces, bowiem doszedł z drużyną do finału Pucharu Włoch, pokonując po drodze między innymi broniący tytułu Inter Mediolan. W finale Sampdoria przegrała dopiero po rzutach karnych z S.S. Lazio. W Pucharze UEFA drużyna wyszła z grupy, w której spotkała się z Partizanem Belgrad, Standardem Liège, FC Sevillą i VfB Stuttgart. W kolejnej fazie rozgrywek odpadli z Metalistem Charków. Po sezonie Mazzarri rozwiązał kontrakt z Sampdorią za porozumieniem stron.

### Napoli
6 października 2009 został trenerem SSC Napoli. Zastąpił na tym stanowisku Roberto Donadoniego. Pierwszy sezon pracy w Neapolu zakończył 6. miejscem, które pozwoliło mu podpisać nowy trzyletni kontrakt z Azzurrimi. W drugim sezonie zajął trzecią lokatę, pozwalającą na grę w Lidze Mistrzów. Sezon 2011/12 był we Włoszech mniej udany dla Partenopei, którzy uplasowali się na 5 pozycji. Lepiej natomiast wypadli w europejskich pucharach awansując z drugiego miejsca w grupie LM za Bayernem Monachium, a przed Manchesterem City. W 1/8 drużyna Napoli stoczyła wyrównany pojedynek z Chelsea F.C. wygrywając w pierwszym meczu 3:1 i ulegając w drugim po dogrywce 1:4. Ponadto zdobyli także Puchar Włoch. Czwarty sezon przyniósł sukces w rozgrywkach ligowych. Azzurri gromadząc 78 punktów wywalczyli wicemistrzostwo Włoch. 20 maja 2013 Mazzarri ogłosił, że nie przedłuży wygasającego kontraktu i opuści Neapol.

### Inter
24 maja 2013 roku został trenerem Interu Mediolan, zastępując na tym stanowisku Andreę Stramaccioniego. Podpisana umowa wiąże go z Nerazzurrimi na dwa lata. W Interze jego wynagrodzenie wynosi 3,4 mln euro rocznie. Z powodu zbyt słabych rezultatów, już nowy właściciel Interu – Erick Thohir zwolnił go z posady trenera.

### Watford
1 lipca 2016 roku Mazzarri zastąpił Hiszpana Quique Sánchez Floresa na stanowisku trenera drużyny Watford. Jednak słabe wyniki drużyny (11 zwycięstw, 17. miejsce w lidze) sprawiły, że po sezonie włodarze klubu zdecydowali się zwolnić Włocha.

### Torino
4 stycznia 2018 został trenerem Torino.

## Statystyka

### Kariera zawodnicza
| Sezon                  | Drużyna                | Liga             | Liga  | Liga | Puchar kraju | Puchar kraju | Puchar kraju | Razem | Razem |
| Sezon                  | Drużyna                | Rozgrywki        | Mecze | Gole | Rozgrywki    | Mecze        | Gole         | Mecze | Gole  |
| ---------------------- | ---------------------- | ---------------- | ----- | ---- | ------------ | ------------ | ------------ | ----- | ----- |
| 1981–1982              | Włochy Pescara Calcio  | B                | 26    | 4    | CI           | ?            | ?            | 26+   | 4+    |
| 1982–1983              | Włochy Cagliari Calcio | A                | 4     | 0    | CI           | ?            | ?            | 4+    | 0+    |
| 1982–1983              | Włochy Reggiana        | B                | 12    | 1    | CI           | ?            | ?            | 12+   | 1+    |
| 1983–1984              | Włochy Empoli FC       | B                | 28    | 2    | CI           | ?            | ?            | 28+   | 2+    |
| 1984–1985              | Włochy Empoli FC       | B                | 25    | 0    | CI           | ?            | ?            | 25+   | 0+    |
| 1985–1986              | Włochy Empoli FC       | B                | 9     | 2    | CI           | ?            | ?            | 9+    | 2+    |
| 1986–1987              | Włochy Empoli FC       | A                | 14    | 0    | CI           | ?            | ?            | 14+   | 0+    |
| 1987–1988              | Włochy Empoli FC       | A                | 15    | 0    | CI           | ?            | ?            | 15+   | 0+    |
| Łącznie Empoli         | Łącznie Empoli         | Łącznie Empoli   | 91    | 4    |              | ?            | ?            | 91+   | 4+    |
| 1988–1989              | Włochy Licata          | B                | 8     | 0    | CI           | ?            | ?            | 8+    | 0+    |
| 1989–1990              | Włochy Modena          | C1               | 21    | 0    | CIC          | ?            | ?            | 21+   | 0+    |
| 1990–1991              | Włochy Nola            | C1               | 24    | 3    | CIC          | ?            | ?            | 24+   | 3+    |
| lipiec – listopad 1991 | Włochy Nola            | C1               | 6     | 0    | CIC          | ?            | ?            | 6+    | 0+    |
| Łącznie Nola           | Łącznie Nola           | Łącznie Nola     | 30    | 3    |              | ?            | ?            | 30+   | 3+    |
| listopad 1991–1992     | Włochy Viareggio       | C2               | 11    | 0    | CIC          | ?            | ?            | 11+   | 0+    |
| 1992–1993              | Włochy Acireale        | C1               | 19    | 1    | CIC          | ?            | ?            | 19+   | 1+    |
| 1993–1994              | Włochy Acireale        | B                | 13    | 0    | CI           | ?            | ?            | 13+   | 0+    |
| Łącznie Acireale       | Łącznie Acireale       | Łącznie Acireale | 32    | 1    |              | ?            | ?            | 32+   | 1+    |
| 1994–1995              | Włochy Torres          | C2               | 9     | 0    | CIC          | ?            | ?            | 9+    | 0+    |
| Ogółem                 | Ogółem                 | Ogółem           | 244   | 15   |              | ?            | ?            | 244+  | 15+   |

### Kariera trenerska
stan na 6 stycznia 2018
| Sezon                    | Drużyna                  | Rozgrywki                | Miejsce                  | Mecze | Mecze | Mecze | Mecze |
| Sezon                    | Drużyna                  | Rozgrywki                | Miejsce                  | Ilość | Zwy.  | Rem.  | Por.  |
| ------------------------ | ------------------------ | ------------------------ | ------------------------ | ----- | ----- | ----- | ----- |
| 2001/2002                | Acireale Calcio          | Serie C2                 | 9.                       | 31    | 10    | 10    | 11    |
| 2002/2003                | AC Pistoiese             | Serie C1                 | 10.                      | 34    | 11    | 11    | 12    |
| 2003/2004                | AS Livorno               | Serie B                  | 3. (awans)               | 46    | 20    | 19    | 7     |
| 2004/2005                | Reggina Calcio           | Serie A                  | 10.                      | 38    | 10    | 14    | 14    |
| 2005/2006                | Reggina Calcio           | Serie A                  | 13.                      | 38    | 11    | 8     | 19    |
| 2006/2007                | Reggina Calcio           | Serie A                  | 14.                      | 38    | 12    | 15    | 11    |
| W sumie w Regginie       | W sumie w Regginie       | W sumie w Regginie       | W sumie w Regginie       | 114   | 33    | 37    | 44    |
| 2007/2008                | UC Sampdoria             | Serie A                  | 6.                       | 38    | 17    | 9     | 12    |
| 2008/2009                | UC Sampdoria             | Serie A                  | 13.                      | 38    | 11    | 13    | 14    |
| W sumie w Sampdorii      | W sumie w Sampdorii      | W sumie w Sampdorii      | W sumie w Sampdorii      | 76    | 28    | 22    | 26    |
| 2009/2010                | SSC Napoli               | Serie A                  | 6                        | 31    | 13    | 13    | 5     |
| 2010/2011                | SSC Napoli               | Serie A                  | 3                        | 38    | 21    | 7     | 10    |
| 2011/2012                | SSC Napoli               | Serie A                  | 5                        | 38    | 16    | 13    | 9     |
| 2012/2013                | SSC Napoli               | Serie A                  | 2                        | 38    | 23    | 9     | 6     |
| W sumie w Napoli         | W sumie w Napoli         | W sumie w Napoli         | W sumie w Napoli         | 145   | 73    | 42    | 30    |
| 2013/2014                | Inter Mediolan           | Serie A                  | 5                        | 38    | 15    | 15    | 8     |
| 2014/2015                | Inter Mediolan           | Serie A                  | rezygnacja               | 11    | 4     | 4     | 3     |
| W sumie w Interze        | W sumie w Interze        | W sumie w Interze        | W sumie w Interze        | 49    | 19    | 19    | 11    |
| 2016/2017                | Watford                  | Premier League           | 17                       | 38    | 11    | 7     | 20    |
| 2017/2018                | Torino FC                | Serie A                  | w trakcie                | 1     | 1     | 0     | 0     |
| W sumie w Premier League | W sumie w Premier League | W sumie w Premier League | W sumie w Premier League | 38    | 11    | 7     | 20    |
| W sumie w Serie A        | W sumie w Serie A        | W sumie w Serie A        | W sumie w Serie A        | 385   | 154   | 120   | 111   |
| W sumie                  | W sumie                  | W sumie                  | W sumie                  | 534   | 206   | 167   | 161   |